# Vrå församling
Vrå församling är en församling i Ljungby pastorat i Allbo-Sunnerbo kontrakt i Växjö stift och i Ljungby kommun i Kronobergs län.
Församlingskyrka är Vrå kyrka i Vrå. 

## Administrativ historik
Församlingen har medeltida ursprung.
Församlingen utgjorde under medeltiden eget pastorat för att sedan vara annexförsamling i pastoratet Odensjö, Lidhult och Vrå (där Lidhult var moderförsamling från 1943). År 1992 utökades detta pastorat med Annerstads och Torpa församlingar. Från 2010 är Vrå församling annexförsamling i Ljungby pastorat.

## Klockare
| Ämbetstid | Namn                 | Levnadstid | Övrigt                                       |
| --------- | -------------------- | ---------- | -------------------------------------------- |
| 1788–1799 | Hans Andersson       | 1725–1799  | Klockare.                                    |
| 1803–1841 | Anders Jönsson Nyman | 1762–1841  | Klockare.                                    |
| 1839–     | Samuel Palmgren      | 1821–1907  | Klockare och organist. Skollärare till 1870. |